# Deorro
Deorro, de son vrai nom Erick Orrosquieta (né le 29 août 1991 à Los Angeles), est un DJ et producteur américain d'origine mexicaine. Il commence sa carrière comme DJ à l'âge de 14 ans, dans de petites festivités, puis commence à produire ses propres musiques à 16 ans. Ses titres les plus connus incluent Yee, Five Hours et Bailar.

## Biographie
Deorro commence dans le DJing à l'âge de 14 ans. Ses parents, comme pour Deorro, sont mexicains, nés sur le sol américain. À 17 ans, Deorro commence à composer ses propres musiques. En 2012, il est invité par le disc jockey néerlandais Chuckie à faire un remix de son titre Make Some Noise. Le remix de Deorro se classe dans le top 50 sur Beatport. Il remixe alors par la suite des titres de disc-jockeys et producteurs internationaux comme Steve Aoki, Laidback Luke et Gareth Emery, entre autres. 
En 2013, Il fait paraître son titre Yee, au label de Hardwell, Revealed Recordings, qui atteint les classements musicaux en Europe ; en Autriche, en Allemagne, en Belgique en France, aux Pays-Bas, et en Suisse. Le 17 mai 2014, Deorro annonce via Twitter une pause, afin de revenir plus inspiré musicalement.
Le 31 mars 2017, Il sort son premier album intitulé Good Evening, il contient 24 titres. (1 intro et 14 Musiques ainsi que 9 interludes).

## Discographie

### Albums studio
| Titre        | Détails                                                                              | Meilleure position |
| Titre        | Détails                                                                              | É-U Dance          |
| ------------ | ------------------------------------------------------------------------------------ | ------------------ |
| Good Evening | - Sorti: 31 mars 2017 - Label: Scorpio Music - Format: téléchargement, streaming     | 13                 |
| ORRO         | - Sorti: 1er juillet 2022 - Label: Ultra Records - Format: téléchargement, streaming | —                  |

### Singles
| Année                                                                  | Titre                                                        | Meilleure position | Meilleure position | Meilleure position | Meilleure position | Meilleure position | Meilleure position | Meilleure position | Meilleure position | Meilleure position | Album                                 |
| Année                                                                  | Titre                                                        | É-U Dance          | ALL                | AUT                | BEL (FL)           | BEL (WAL)          | FRA                | P-B                | SUÈ                | SUI                | Album                                 |
| ---------------------------------------------------------------------- | ------------------------------------------------------------ | ------------------ | ------------------ | ------------------ | ------------------ | ------------------ | ------------------ | ------------------ | ------------------ | ------------------ | ------------------------------------- |
| 2012                                                                   | Get Up                                                       | —                  | —                  | —                  | —                  | —                  | —                  | —                  | —                  | —                  |                                       |
| 2012                                                                   | Can You Hear Me (avec J-Trick feat Dye)                      | —                  | —                  | —                  | —                  | —                  | —                  | —                  | —                  | —                  | Can You Hear Me EP                    |
| 2012                                                                   | Booty Bounce (avec J-Trick feat Treyy G)                     | —                  | —                  | —                  | —                  | —                  | —                  | —                  | —                  | —                  | Can You Hear Me EP                    |
| 2012                                                                   | Me                                                           | —                  | —                  | —                  | —                  | —                  | —                  | —                  | —                  | —                  |                                       |
| 2012                                                                   | For President                                                | —                  | —                  | —                  | —                  | —                  | —                  | —                  | —                  | —                  |                                       |
| 2012                                                                   | Black (avec Duvoh)                                           | —                  | —                  | —                  | —                  | —                  | —                  | —                  | —                  | —                  |                                       |
| 2013                                                                   | Rock The Party                                               | —                  | —                  | —                  | —                  | —                  | —                  | —                  | —                  | —                  |                                       |
| 2013                                                                   | Play (avec D.O.D.)                                           | —                  | —                  | —                  | —                  | —                  | —                  | —                  | —                  | —                  | Play EP                               |
| 2013                                                                   | Crank It Up (avec D.O.D)                                     | —                  | —                  | —                  | —                  | —                  | —                  | —                  | —                  | —                  | Play EP                               |
| 2013                                                                   | Yee                                                          | —                  | 62                 | 33                 | —                  | —                  | 74                 | 37                 | —                  | 65                 |                                       |
| 2013                                                                   | Queef (avec Joel Fletcher)                                   | —                  | —                  | —                  | —                  | —                  | —                  | —                  | —                  | —                  |                                       |
| 2013                                                                   | Hype (feat ZooFunktion)                                      | —                  | —                  | —                  | —                  | —                  | —                  | —                  | —                  | —                  | Elevation EP                          |
| 2013                                                                   | The Disco Donnie                                             | —                  | —                  | —                  | —                  | —                  | —                  | —                  | —                  | —                  |                                       |
| 2013                                                                   | Let Me Love You (feat Adrian Delgado)                        | —                  | —                  | —                  | —                  | —                  | —                  | —                  | —                  | —                  |                                       |
| 2013                                                                   | Dechorro                                                     | —                  | —                  | —                  | —                  | —                  | —                  | —                  | —                  | —                  |                                       |
| 2013                                                                   | Bootie in Your Face                                          | —                  | —                  | —                  | —                  | —                  | —                  | —                  | —                  | —                  |                                       |
| 2013                                                                   | Supa Hot Fiya (avec Tommie Sunshine)                         | —                  | —                  | —                  | —                  | —                  | —                  | —                  | —                  | —                  |                                       |
| 2014                                                                   | Rambo (avec J-Trick)                                         | —                  | —                  | —                  | —                  | —                  | —                  | —                  | —                  | —                  |                                       |
| 2014                                                                   | All I Need Is Your Love (feat Adrian Delgado)                | —                  | —                  | —                  | —                  | —                  | —                  | —                  | —                  | —                  |                                       |
| 2014                                                                   | Unspoiled Perfection (feat Madeleine Jayne & Adrian Delgado) | —                  | —                  | —                  | —                  | —                  | —                  | —                  | —                  | —                  |                                       |
| 2014                                                                   | Five Hours                                                   | 14                 | —                  | 37                 | 36                 | 7                  | 8                  | 68                 | 45                 | 60                 |                                       |
| 2014                                                                   | Flashlight (avec R3hab)                                      | 47                 | —                  | —                  | —                  | —                  | —                  | —                  | —                  | —                  |                                       |
| 2014                                                                   | Freak (avec Steve Aoki & Diplo feat Steve Bays)              | 33                 | —                  | —                  | —                  | —                  | —                  | —                  | —                  | —                  |                                       |
| 2014                                                                   | Lose It                                                      | —                  | —                  | —                  | —                  | —                  | —                  | —                  | —                  | —                  |                                       |
| 2014                                                                   | Stronger                                                     | —                  | —                  | —                  | —                  | —                  | —                  | —                  | —                  | —                  | Elevation EP                          |
| 2014                                                                   | Red Lips (feat Pasha)                                        | —                  | —                  | —                  | —                  | —                  | —                  | —                  | —                  | —                  | Elevation EP                          |
| 2014                                                                   | Cayendo (feat Tess Marie)                                    | —                  | —                  | —                  | —                  | —                  | —                  | —                  | —                  | —                  | Elevation EP                          |
| 2014                                                                   | Elevated (feat Erick Gold)                                   | —                  | —                  | —                  | —                  | —                  | —                  | —                  | —                  | —                  | Elevation EP                          |
| 2014                                                                   | If Only (avec Duvoh feat Adrian Delgado)                     | —                  | —                  | —                  | —                  | —                  | —                  | —                  | —                  | —                  |                                       |
| 2014                                                                   | Five Hours (Don't Hold Me Back) (feat DyCy)                  | —                  | —                  | —                  | —                  | —                  | —                  | —                  | —                  | —                  |                                       |
| 2014                                                                   | Rave Century (avec Glowinthedark)                            | —                  | —                  | —                  | —                  | —                  | —                  | —                  | —                  | —                  |                                       |
| 2014                                                                   | Stopping Up                                                  | —                  | —                  | —                  | —                  | —                  | —                  | —                  | —                  | —                  | Boombox                               |
| 2014                                                                   | Hit It (avec Dirty Audio feat I-Ez)                          | —                  | —                  | —                  | —                  | —                  | —                  | —                  | —                  | —                  | Boombox                               |
| 2014                                                                   | Ready! (vs. MAKJ)                                            | —                  | —                  | —                  | —                  | —                  | —                  | —                  | —                  | —                  |                                       |
| 2014                                                                   | Perdoname (feat DyCy & Adrian Delgado)                       | —                  | —                  | —                  | —                  | —                  | —                  | —                  | —                  | —                  |                                       |
| 2015                                                                   | Ante Up (avec MAKJ)                                          | —                  | —                  | —                  | —                  | —                  | —                  | —                  | —                  | —                  |                                       |
| 2015                                                                   | Five More Hours (avec Chris Brown)                           | 6                  | 23                 | 15                 | 13                 | 24                 | 31                 | 34                 | 7                  | 22                 |                                       |
| 2015                                                                   | I Can Be Somebody (feat Erin McCarley)                       | 39                 | —                  | —                  | —                  | —                  | —                  | —                  | —                  | —                  |                                       |
| 2015                                                                   | Haters (avec Will Sparks feat I-EZ)                          | —                  | —                  | —                  | —                  | —                  | —                  | —                  | —                  | —                  | No More Promises                      |
| 2015                                                                   | The Way You Move (avec ZooFunktion)                          | —                  | —                  | —                  | —                  | —                  | —                  | —                  | —                  | —                  | No More Promises                      |
| 2015                                                                   | Without Love (avec Dirty Audio feat Miss Palmer)             | —                  | —                  | —                  | —                  | —                  | —                  | —                  | —                  | —                  | No More Promises                      |
| 2016                                                                   | When The Funk Drops (avec Uberjack'd & Far East Movement)    | —                  | —                  | —                  | —                  | —                  | —                  | —                  | —                  | —                  |                                       |
| 2016                                                                   | Bailar (feat Elvis Crespo)                                   | 14                 | 43                 | 15                 | 14                 | 21                 | 7                  | 3                  | 75                 | 48                 |                                       |
| 2016                                                                   | Tick Tock (vs. Riggi & Piros)                                | —                  | —                  | —                  | —                  | —                  | —                  | —                  | —                  | —                  |                                       |
| 2016                                                                   | Move On (feat MT Brudduh)                                    | —                  | —                  | —                  | —                  | —                  | —                  | —                  | —                  | —                  |                                       |
| 2016                                                                   | Be Yourself (avec Steve Aoki)                                | —                  | —                  | —                  | —                  | —                  | —                  | —                  | —                  | —                  |                                       |
| 2016                                                                   | Butt Naked                                                   | —                  | —                  | —                  | —                  | —                  | —                  | —                  | —                  | —                  | Good Evening                          |
| 2016                                                                   | Goin' Up (feat DyCy)                                         | 49                 | —                  | —                  | —                  | —                  | —                  | —                  | —                  | —                  | Good Evening                          |
| 2016                                                                   | Tell Me Lies (feat Lesley Roy)                               | —                  | —                  | —                  | —                  | —                  | —                  | —                  | —                  | —                  | Good Evening                          |
| 2017                                                                   | Rise and Shine                                               | —                  | —                  | —                  | —                  | —                  | —                  | —                  | —                  | —                  | Good Evening                          |
| 2017                                                                   | Feeling Pretty Good                                          | —                  | —                  | —                  | —                  | —                  | —                  | —                  | —                  | —                  | Good Evening                          |
| 2017                                                                   | Burn Out                                                     | —                  | —                  | —                  | —                  | —                  | —                  | —                  | —                  | —                  |                                       |
| 2017                                                                   | Andele                                                       | —                  | —                  | —                  | —                  | —                  | —                  | —                  | —                  | —                  |                                       |
| 2018                                                                   | Existence                                                    | —                  | —                  | —                  | —                  | —                  | —                  | —                  | —                  | —                  |                                       |
| 2018                                                                   | Offspring                                                    | —                  | —                  | —                  | —                  | —                  | —                  | —                  | —                  | —                  |                                       |
| 2018                                                                   | Sonar (avec SCNDL)                                           | —                  | —                  | —                  | —                  | —                  | —                  | —                  | —                  | —                  |                                       |
| 2018                                                                   | Shakalaka (avec Steve Aoki & MAKJ & Max Styler)              | —                  | —                  | —                  | —                  | —                  | —                  | —                  | —                  | —                  |                                       |
| 2018                                                                   | Dracarys (avec Dirty Audio)                                  | —                  | —                  | —                  | —                  | —                  | —                  | —                  | —                  | —                  |                                       |
| 2018                                                                   | Knockout (avec MAKJ & Quintino)                              | —                  | —                  | —                  | —                  | —                  | —                  | —                  | —                  | —                  |                                       |
| 2018                                                                   | Titan (avec D3fai)                                           | —                  | —                  | —                  | —                  | —                  | —                  | —                  | —                  | —                  |                                       |
| 2018                                                                   | DFTF (avec Vikström)                                         | —                  | —                  | —                  | —                  | —                  | —                  | —                  | —                  | —                  |                                       |
| 2018                                                                   | Bring It Back (avec MAKJ & Max Styler)                       | —                  | —                  | —                  | —                  | —                  | —                  | —                  | —                  | —                  |                                       |
| 2018                                                                   | Focus (feat Lena Leon)                                       | —                  | —                  | —                  | —                  | —                  | —                  | —                  | —                  | —                  |                                       |
| 2019                                                                   | Muñequita Linda (avec Juan Magán & MAKJ feat YFN Lucci)      | —                  | —                  | —                  | —                  | —                  | —                  | —                  | —                  | —                  |                                       |
| 2019                                                                   | We Like the Wind                                             | —                  | —                  | —                  | —                  | —                  | —                  | —                  | —                  | —                  |                                       |
| 2019                                                                   | Pica (avec Elvis Crespo & Henry Fong)                        | —                  | —                  | —                  | —                  | —                  | —                  | —                  | —                  | —                  |                                       |
| 2019                                                                   | Keep It Goin' (avec Danny Ávila)                             | —                  | —                  | —                  | —                  | —                  | —                  | —                  | —                  | —                  |                                       |
| 2019                                                                   | Obvious                                                      | —                  | —                  | —                  | —                  | —                  | —                  | —                  | —                  | —                  |                                       |
| 2019                                                                   | All This Time                                                | —                  | —                  | —                  | —                  | —                  | —                  | —                  | —                  | —                  |                                       |
| 2019                                                                   | Shake That Bottle (avec Hektor Mass)                         | —                  | —                  | —                  | —                  | —                  | —                  | —                  | —                  | —                  |                                       |
| 2019                                                                   | Retumba (avec MAKJ)                                          | —                  | —                  | —                  | —                  | —                  | —                  | —                  | —                  | —                  |                                       |
| 2019                                                                   | Left Right (avec Hardwell & MAKJ feat Fatman Scoop)          | —                  | —                  | —                  | —                  | —                  | —                  | —                  | —                  | —                  |                                       |
| 2019                                                                   | Se Te Olvidó (avec Ana Mena)                                 | —                  | —                  | —                  | —                  | —                  | —                  | —                  | —                  | —                  |                                       |
| 2020                                                                   | I Like This F'n Song (avec Krunk!)                           | —                  | —                  | —                  | —                  | —                  | —                  | —                  | —                  | —                  |                                       |
| 2020                                                                   | Amanecer                                                     | —                  | —                  | —                  | —                  | —                  | —                  | —                  | —                  | —                  |                                       |
| 2020                                                                   | Cuando (avec Los Dutis)                                      | —                  | —                  | —                  | —                  | —                  | —                  | —                  | —                  | —                  |                                       |
| 2020                                                                   | Beso                                                         | —                  | —                  | —                  | —                  | —                  | —                  | —                  | —                  | —                  |                                       |
| 2021                                                                   | Me Sento Bien (avec Kura feat Alex Rose)                     | —                  | —                  | —                  | —                  | —                  | —                  | —                  | —                  | —                  | ORRO                                  |
| 2021                                                                   | Si Tú No Estás Aquí (feat LÚA)                               | —                  | —                  | —                  | —                  | —                  | —                  | —                  | —                  | —                  | ORRO                                  |
| 2021                                                                   | Ponte Pa' Mi (feat Jon Z)                                    | —                  | —                  | —                  | —                  | —                  | —                  | —                  | —                  | —                  | ORRO                                  |
| 2021                                                                   | Napoleona (avec Elvis Crespo & IAmChino)                     | —                  | —                  | —                  | —                  | —                  | —                  | —                  | —                  | —                  | ORRO                                  |
| 2021                                                                   | Rumba (feat Jeon)                                            | —                  | —                  | —                  | —                  | —                  | —                  | —                  | —                  | —                  | ORRO                                  |
| 2021                                                                   | Adios (avec Andrez Babii)                                    | —                  | —                  | —                  | —                  | —                  | —                  | —                  | —                  | —                  |                                       |
| 2021                                                                   | Se Vuelve Loca (avec Gente de Zona)                          | —                  | —                  | —                  | —                  | —                  | —                  | —                  | —                  | —                  | ORRO                                  |
| 2022                                                                   | Savage (avec Tiësto)                                         | 24                 | —                  | —                  | —                  | —                  | —                  | —                  | —                  | —                  | Together Again                        |
| 2022                                                                   | Yo Las Pongo (avec Los Tucanes De Tijuana & Maffio)          | —                  | —                  | —                  | —                  | —                  | —                  | —                  | —                  | —                  | ORRO                                  |
| 2022                                                                   | La City (feat. Ally Brooke)                                  | —                  | —                  | —                  | —                  | —                  | —                  | —                  | —                  | —                  | ORRO                                  |
| 2022                                                                   | Dime (avec Los Ángeles Azules & Lauri Garcia)                | —                  | —                  | —                  | —                  | —                  | —                  | —                  | —                  | —                  | ORRO                                  |
| 2022                                                                   | Help Me (avec Niiko & Swae feat Kiiara)                      | —                  | —                  | —                  | —                  | —                  | —                  | —                  | —                  | —                  | Reflect                               |
| 2022                                                                   | Nobody Like You (feat Lost Boy)                              | —                  | —                  | —                  | —                  | —                  | —                  | —                  | —                  | —                  | Reflect                               |
| 2023                                                                   | ¡MAS CRAZY! (avec Valentino Khan)                            | —                  | —                  | —                  | —                  | —                  | —                  | —                  | —                  | —                  |                                       |
| 2023                                                                   | Hija De Su (avec Etc!Etc!)                                   | —                  | —                  | —                  | —                  | —                  | —                  | —                  | —                  | —                  |                                       |
| 2023                                                                   | Oye (avec Poncho De Nigris)                                  | —                  | —                  | —                  | —                  | —                  | —                  | —                  | —                  | —                  | Ultra Music Festival Compilation 2023 |
| 2023                                                                   | Patron (avec Ookay)                                          | —                  | —                  | —                  | —                  | —                  | —                  | —                  | —                  | —                  |                                       |
| 2023                                                                   | Bambole (avec Vikina)                                        | —                  | —                  | —                  | —                  | —                  | —                  | —                  | —                  | —                  |                                       |
| « — » signifie que le single ne s'est pas classé ou sorti dans le pays |                                                              |                    |                    |                    |                    |                    |                    |                    |                    |                    |                                       |

### Remixes
- 2012 : Duvoh feat. Tess Marie - Come Over (Deorro Remix)
- 2012 : Chuckie & Junxterjack - Make Some Noise (Deorro Remix)
- 2013 : Dirt Cheap - Turn That Thing Down (Deorro Remix)
- 2013 : Steve Aoki feat. Polina - Come With Me (Deorro Remix)
- 2013 : Laidback Luke feat. Majestic - Pogo (Deorro Remix)
- 2013 : Steve Aoki feat. Rob Roy - Ooh (Deorro Remix)
- 2013 : Ryan Riback & LowKiss - Work Money Party Bitches (Deorro vs. Joel Fletcher Remix)
- 2013 : Far East Movement feat. Riff Raff - The Illiest (Deorro Remix)
- 2013 : MNDR - Faster Horses (Deorro Remix)
- 2013 : Orkestrated & Fries And Shine feat. Big Nab - Melbourne Bounce (Deorro Remix)
- 2013 : Clockwork feat. Wynter Gordon - Surge (Deorro Remix)
- 2013 : Felix Cartal - New Scene (Deorro Remix)
- 2013 : Sick Individuals & Axwell feat. Taylr Renee - I Am (Deorro Remix)
- 2016 : Quintino - Bad Bitches (Deorro VIP Edit)
- 2016 : Gareth Emery feat. Krewella - Lights & Thunder (Deorro Remix)
- 2016 : Army of the Universe - The Magic (Deorro Remix)
- 2016 : Morten feat. Frida Sundemo - Beautiful Heartbeat (Deorro Remix)
- 2017 : Vice feat. Jon Bellion - Obsession (Deorro Remix)
- 2017 : Cazzette - Run For Cover (Deorro Remix)
- 2019 : Timmy Trumpet - World at Our Feet (Deorro Remix)
- 2020 : Armin van Buuren feat. Sam Martin - Wild Wild Son (Deorro & Reece Low Remix)
- 2020 : Steve Aoki feat. Agnez Mo & Desiigner - Girl (Deorro & Dave Mak Remix)
- 2021 : IAmChino & Pitbull - Discoteca (Deorro Remix)
- 2023 : Eddie Zuko - Still (Deorro Remix)
- 2023 : Marshmello & Farruko - Esta Vida (Deorro Remix)
- 2023 : Steve Aoki & Ángela Aguilar - Invítame A Un Café (Steve Aoki & Deorro Remix)

### Sous TON!C

#### Singles
| Année | Titre                        | Meilleure position | Meilleure position |
| Année | Titre                        | BEL (FL)           | BEL (WAL)          |
| ----- | ---------------------------- | ------------------ | ------------------ |
| 2010  | So Seductive                 | —                  | —                  |
| 2011  | Happy Feet (avec Audiobot)   | —                  | —                  |
| 2011  | Big Fat (feat Tarantula Man) | 30                 | 50                 |

#### Remixes
- 2011 : Carlos Barbosa - Come On (Tonic Remix)
- 2011 : Skylar Grey & Dirty South - Invisible (TON!C Bootleg)
- 2011 : Bob Marley - Jammin' (TON!C Intro Version Bootleg)
- 2012 : Will.i.am feat. Eva Simons - This Is Love (Deorro "TON!C" Bootleg)